# Чжан Баошунь
Чжан Баошунь (род. в феврале 1950 года, г. Циньхуандао провинции Хэбэй), с 2010 года глава парткома КПК пров. Аньхой, в 2005—2010 гг. глава парткома КПК пров. Шаньси и в 2004—2005 гг. её губернатор, член ЦК КПК с 2007 года (кандидат с 2002 года). Депутат ВСНП.
Член КПК с апреля 1971 года, член ПК ЦКПД 14 созыва, член ЦК КПК 17-18 созывов (кандидат 16 созыва).

## Биография
По национальности ханец. Сын портового грузчика.
В 1982—1987 гг. учился на заочных курсах Китайского народного университета, получив степень в марксистско-ленинской теории.
Степень магистра по экономике без отрыва от производства получил в школе экономического управления Гиринского университета, где учился в 1989—1991 годах.
Трудовую деятельность начал в ноябре 1968 года.
Работал в родном г. Циньхуандао.
С 1978 года работал в аппарате ЦК КСМК, с 1982 года кандидат в члены секретариата ЦК КСМК, с 1985 года секретарь ЦК КСМК (в ранге замминистра с 1991 года), с 1991 года председатель Китайской молодёжной ассоциации.
С 1993 года заместитель директора и одновременно с 1998 года замглавы парткома ИА «Синьхуа».
С 2001 года замглавы парткома провинции Шаньси (Северный Китай), в 2004—2005 гг. губернатор провинции, в 2005—2010 гг. глава парткома провинции и с 2006 года пред. ПК СНП провинции.
С мая 2010 года по июнь 2015 года глава парткома пров. Аньхой (Восточный Китай) и пред. ПК СНП провинции.